# Ouro Ardo
Ouro Ardo is een gemeente (commune) in de regio Mopti in Mali. De gemeente telt 10.300 inwoners (2009).